# Joseph Christian Leyendecker
Joseph Christian Leyendecker (uváděný J. C. Leyendecker nebo Joe Leyendecker, 23. března 1874, Montabaur – 25. července 1951, New Rochelle) byl americký ilustrátor a malíř německého původu. Je považován za jednoho z předních amerických ilustrátorů počátku 20. století. Proslavil se plakáty, knižními a reklamními ilustracemi, reklamní postavou The Arrow Collar Man a mnoha obálkami pro týdeník The Saturday Evening Post. V letech 1896 až 1950 namaloval více než 400 obálek časopisů. Během zlatého věku americké ilustrace vytvořil jen pro The Saturday Evening Post 322 obálek a mnoho reklamních ilustrací pro vnitřní stránky. Žádný jiný umělec nebyl až do příchodu Normana Rockwella o dvě desetiletí později tak pevně spojen s jedním periodikem. Leyendecker "prakticky vynalezl celý způsob moderního designu časopisů."